# Gouvernement Dimitriev II
Pour les articles homonymes, voir Gouvernement Dimitriev.
République de Macédoine
Dimitriev I Zaev I
Le gouvernement Dimitriev II (en macédonien : Втора влада на Димитриев) est le gouvernement de la république de Macédoine, dirigé par Emil Dimitriev entre le 2 septembre 2016 et le 31 mai 2017, durant la huitième législature de l'Assemblée.

## Coalition et historique
Dirigé par le président du gouvernement libéral-conservateur sortant Emil Dimitriev, ce gouvernement est constitué et soutenu par une coalition d'union nationale entre l'Organisation révolutionnaire macédonienne intérieure - Parti démocratique pour l'Unité nationale macédonienne (VRMO-DPMNE), l'Union social-démocrate de Macédoine (SDSM) et l'Union démocratique pour l'intégration (BDI/DUI). Ensemble, ils disposent de 114 députés sur 123, soit 92,7 % des sièges de l'Assemblée.
Il succède au gouvernement Dimitriev I.

## Composition

### Initiale (2 septembre 2016)
- Les nouveaux ministres sont indiqués en gras, ceux ayant changé d'attributions en italique.

| Portefeuille                                                               | Titulaire | Titulaire                  | Parti      |
| -------------------------------------------------------------------------- | --------- | -------------------------- | ---------- |
| Président du gouvernement                                                  |           | Emil Dimitriev             | VMRO-DPMNE |
| Vice-président du gouvernement Chargé des Affaires économiques             |           | Vladimir Peshevski         | VMRO-DPMNE |
| Vice-président du gouvernement Ministre des Affaires étrangères            |           | Nikola Poposki             | VMRO-DPMNE |
| Vice-président du gouvernement Ministre de la Santé                        |           | Nikola Todorov             | VMRO-DPMNE |
| Vice-président du gouvernement Chargé de l'Application des accords d'Ohrid |           | Festim Halili              | BDI/DUI    |
| Vice-président du gouvernement Chargé de l'Intégration européenne          |           | Arbr Ademi                 | BDI/DUI    |
| Ministre des Finances                                                      |           | Kiril Minovski             | VMRO-DPMNE |
| Ministre de la Défense                                                     |           | Zoran Jolevski             | VMRO-DPMNE |
| Ministre de l'Intérieur                                                    |           | Oliver Spasovski           | SDSM       |
| Ministre de la Justice                                                     |           | Valdet Dzaferi             | BDI/DUI    |
| Ministre des Transports et des Communications                              |           | Vlado Missajlovski         | VMRO-DPMNE |
| Ministre de l'Économie                                                     |           | Driton Kuchi               | BDI/DUI    |
| Ministre de l'Agriculture, des Forêts et des Eaux                          |           | Mihail Cvetkov             | VMRO-DPMNE |
| Ministre de l'Éducation et de la Science                                   |           | Pishtar Lutfiu             | BDI/DUI    |
| Ministre de la Société de l'information et de l'Administration             |           | Marta Tomovska-Arsovska    | VMRO-DPMNE |
| Ministre des Affaires locales                                              |           | Shiret Elezi               | BDI/DUI    |
| Ministre de la Culture                                                     |           | Elizabeta Kačevska Mileska | VMRO-DPMNE |
| Ministre du Travail et de la Politique sociale                             |           | Frosina Remenski           | SDSM       |
| Ministre de l'Environnement et de l'Aménagement du territoire              |           | Baskhim Ameti              | BDI/DUI    |

### Remaniement du29 décembre 2016
- Les nouveaux ministres sont indiqués en gras, ceux ayant changé d'attributions en italique.

| Portefeuille                                                               | Titulaire | Titulaire                  | Parti       |
| -------------------------------------------------------------------------- | --------- | -------------------------- | ----------- |
| Président du gouvernement                                                  |           | Emil Dimitriev             | VMRO-DPMNE  |
| Vice-président du gouvernement Chargé des Affaires économiques             |           | Vladimir Peshevski         | VMRO-DPMNE  |
| Vice-président du gouvernement Ministre des Affaires étrangères            |           | Nikola Poposki             | VMRO-DPMNE  |
| Vice-président du gouvernement Ministre de la Santé                        |           | Nikola Todorov             | VMRO-DPMNE  |
| Vice-président du gouvernement Chargé de l'Application des accords d'Ohrid |           | Festim Halili              | BDI/DUI     |
| Vice-président du gouvernement Chargé de l'Intégration européenne          |           | Arbr Ademi                 | BDI/DUI     |
| Ministre des Finances                                                      |           | Kiril Minovski             | VMRO-DPMNE  |
| Ministre de la Défense                                                     |           | Zoran Jolevski             | VMRO-DPMNE  |
| Ministre de l'Intérieur                                                    |           | Agim Nuhiu                 | Indépendant |
| Ministre de la Justice                                                     |           | Valdet Dzaferi             | BDI/DUI     |
| Ministre des Transports et des Communications                              |           | Vlado Missajlovski         | VMRO-DPMNE  |
| Ministre de l'Économie                                                     |           | Driton Kuchi               | BDI/DUI     |
| Ministre de l'Agriculture, des Forêts et des Eaux                          |           | Mihail Cvetkov             | VMRO-DPMNE  |
| Ministre de l'Éducation et de la Science                                   |           | Pishtar Lutfiu             | BDI/DUI     |
| Ministre de la Société de l'information et de l'Administration             |           | Marta Tomovska-Arsovska    | VMRO-DPMNE  |
| Ministre des Affaires locales                                              |           | Shiret Elezi               | BDI/DUI     |
| Ministre de la Culture                                                     |           | Elizabeta Kačevska Mileska | VMRO-DPMNE  |
| Ministre du Travail et de la Politique sociale                             |           | Ibrahim Ibrahimi           | Indépendant |
| Ministre de l'Environnement et de l'Aménagement du territoire              |           | Baskhim Ameti              | BDI/DUI     |